# Luis Alberto Lacalle Pou
Luis Alberto Alejandro Aparicio Lacalle Pou (Montevideo 11. kolovoza 1973.) je urugvajski pravnik i političar, obnaša dužnost predsjednika Urugvaja od 1. ožujka 2020. Član Nacionalne stranke, jedan je od najmlađih predsjednika zemlje.
Rođen u Montevideu, sin je bivšeg predsjednika Urugvaja, Luisa Alberta Lacallea, i Julije Pou, bivše senatorke i prve dame . Lacalle Pou pohađao je Britansku školu u Montevideu, a diplomirao je pravo na Katoličkom sveučilištu u Urugvaju 1998. godine. Od 2000. do 2015. obnašao je dužnost zastupnika u parlamentu, a od 2015. do 2019. bio je senator. 2011. godine obnašao je dužnost predsjednika Zastupničkog doma tijekom prvog zasjedanja 47. zakonodavne vlasti.

## Politička karijera
Na općim izborima 1999. godine izabran je za predstavnika u Canelonesu, služići mandat od 2000. do 2005. godine. Ponovno je izabran 2004. godine iz hererističke frakcije Nacionalne stranke, pokreta koji je osnovao njegov pradjed Luis Alberto de Herrera. Na općim izborima 2009. izabran je treći put zaredom i obnašao je dužnost do 2015. godine. 
Bio je kandidat za gradonačelnika Canelonesa na općinskim izborima 2010. godine, osvojivši 22,82% glasova, a porazi ga je Marcos Carámbula iz Širokog fronta. 
Karijera Lacalle Pou površno se odražava na karijeru Pedra Bordaberryja, također sina bivšeg predsjednika Urugvaja koji je pratio oca u politiku.   

## Kandidature za predsjednika

#### 2014.
30. ožujka 2014., Lacalle Pou pokrenuo je svoju kandidaturu za predsjedništvo. 1. lipnja 2014. nominiran je kao kandidat svoje stranke na predsjedničkim izborima u listopadu na kojima je izabran za senatora Republike . Poražen je u drugom krugu predsjedničkih izbora 30. studenoga 2014. 

#### 2019
U predsjedničkim predizborimaa 2019. godine Lacalle Pou natjecao se protiv Enriquea Antia, Carlosa Iafigliola, Jorgea Larrañaga i Juana Sartorija. Lacalle Pou optužio je Santorija za širenje lažnih vijesti, a neki od tih slučajeva su izvedeni pred sud. Pou je osvojio 53% glasova, dovoljno da,a Beatriz Argimón iste je večeri najavila kao kandidaturu za potpredsjednicu.
24. studenog 2019. godine Luis Lacalle Pou u drugom je krugu općih izbora 2019. godine prikupio 48,71% neslužbenih glasova. Njegov protivnik, kandidat za široki front i bivši gradonačelnik Montevidea, Daniel Martínez dobio je 47,51% glasova. Izborni sud Urugvaja objavio je službene rezultate do petka, 29. studenog 2019.,a Martínez je priznao poraz 28. studenog 2019. godine. 30. studenoga konačnim brojenjem glasova potvrđeno je da je Lacalle Pou pobjednik izbora s 48,8% od ukupnog broja glasova nad Martínezom s 47,3%.  Njegov izbor također je tek četvrti put u 154 godina kada je Narodna stranka dobila predsjednika. 

## Predsjednik Urugvaja
Lacalle je na dužnost stupio 1. ožujka 2020. godine. Nakon ustavne zakletve pred Generalnom skupštinom, zajedno s potpredsjednicom Beatrizom Argimonom Na Plazi Independencia,  je primio predsjedničku lentu od predsjednika na odlasku Tabaréa Vázqueza. 
Lacalle je tijekom svoje predizborne kampanje najavio uvođenje paketa vladinih mjera putem zakona o hitnom razmatranju, reorganizacije izvršne vlasti u Urugvaju koji mu omogućava da Generalnoj skupštini pošalje prijedlog zakona s prinudnim rokom od 90 dana Pandemija koronavirusa 2020. odgodila je predstavljanje prijedloga zakona, koji je konačno formalno ušao u parlament 23. travnja 2020.

### Vanjska politika
Tijekom prvih dana predsjedništva Lacallea Pou, urugvajski vanjski odnosi znatno su se pomakli od onih koje je vodio Široki front. Nakon što je preuzeo dužnost, osudio je vladavinu Nicolása Madura u Venezueli . A Lacalle je odlučio da ga ne pozove na svoju inauguraciju, rekavši da "to je osobna odluka, o kojoj ja vodim računa. Ovo nije kancelarija, ovo nije protokol, ovo je moja osoba koja je donijela ovu odluku ". Nisu pozvani ni predsjednici Kube i Nikaragve .
Lacalleova vlada naredila je povlačenje Urugvaja iz Unije Južnoameričkih nacija (UNASUR), tvrdeći da je do toga došlo jer je "to organizacija koja je postala ideološki politički savez suprotno ciljevima zemlje koji se povezuju". Pored toga, izviješteno je da će se zemlja vratiti na Međamerički ugovor o uzajamnoj pomoći (TIAR) i da će vlada podržati Luis Almagro u reizboru na mjesto predsjednika Organizacije američkih država,  

## Osobni život
Lacalle Pou uživa u surfanju, s kojim se bavi od 1980-ih. Također voli loviti divlje svinje (koje se u Urugvaju smatraju štetočinom). Oženio se Lorenom Ponce de León 2000. godine, u metropolitanskoj katedrali u Montevideu . Zajedno imaju troje djece: Luis Alberto, Violeta i Manuel. 

## Vanjske poveznice
- Predsjednik Luis Alberto Lacalle Pou
- Web stranica predsjedničke kampanje
- Životopis na CIDOB-a